# Tarnawce
Tarnawce – wieś w Polsce położona w województwie podkarpackim, w powiecie przemyskim, w gminie Krasiczyn.
Wieś szlachecka, własność Krasickich, położona była w 1589 roku w ziemi przemyskiej województwa ruskiego. 
W II Rzeczypospolitej wieś w powiecie przemyskim w województwie lwowskim.
W latach 1943–1946 nacjonaliści ukraińscy z OUN-UPA zamordowali tutaj (jak i na Wołyniu, gdzie część mieszkańców została przesiedlona) 26 Polaków, paląc większość gospodarstw.
W latach 1975–1998 miejscowość administracyjnie należała do województwa przemyskiego.
Wieś należąca do dóbr Krasiczyn, leżała w ziemi przemyskiej należała do wojewody sandomierskiego i lubelskiego Jana Tarły od 1724 roku. We wsi istniała też drewniana cerkiew pw. św. Eliasza.